# ボルク州
ボルク州（ボルクしゅう、フランス語: Région du Borkou、アラビア語: منطقة بوركو）は、チャドの州。州都はボルク・エネディ・ティベスティ州当時から州都だったファヤ・ラルジョー。

## 地理
チャド北部に位置し、州域のほとんどがサハラ砂漠である。州中央部に巨大なボデレ低地がある。

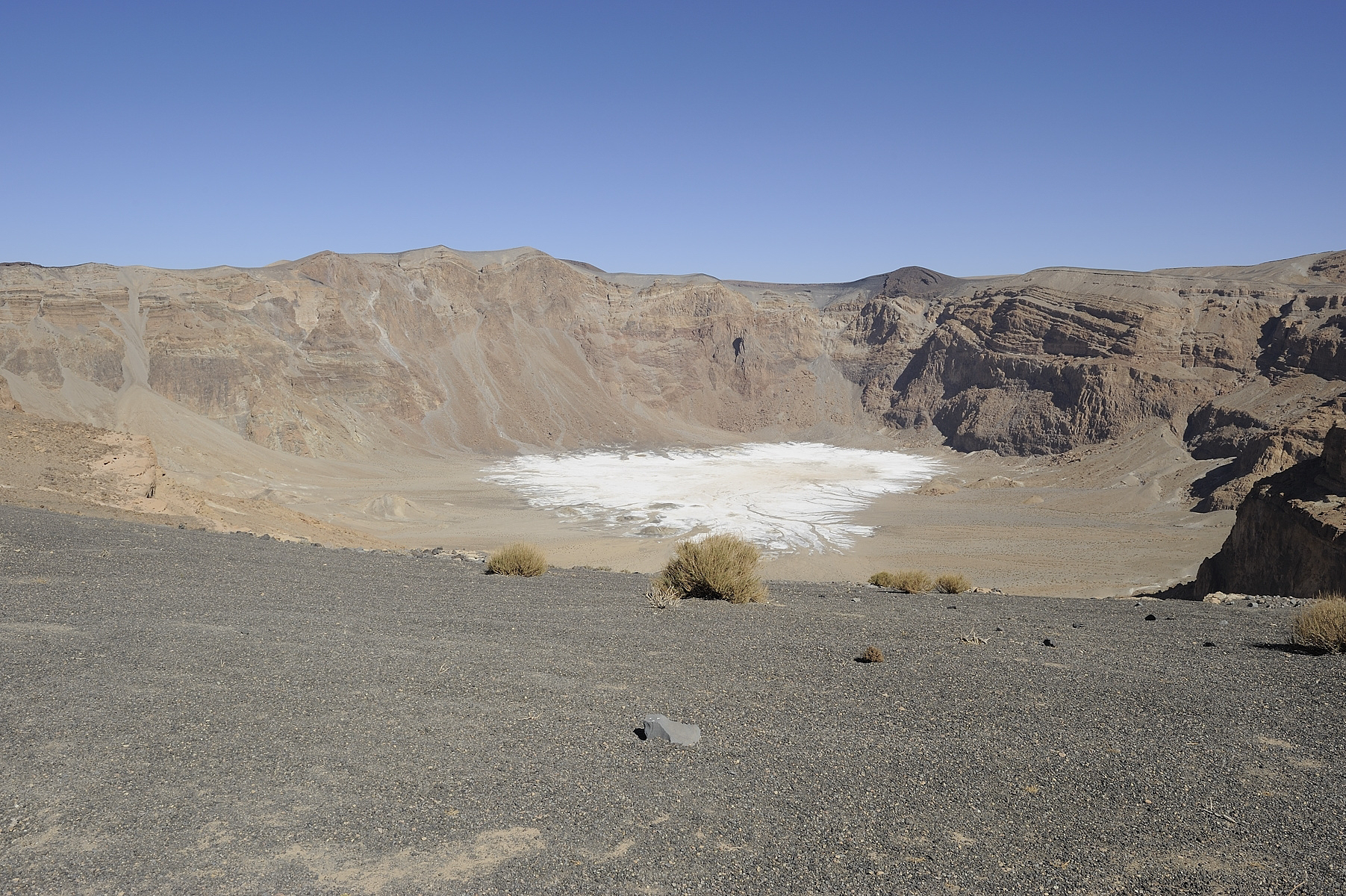
この州にあるクレーター

## 設立まで
2008年にボルク・エネディ・ティベスティ州よりボルク県が分離して設立された。

## 出身人物
- イッセン・ハブレ - 政治家、第3代チャド大統領